# منتزعة الكبريت الأرضية
منتزعة الكبريت الأرضية (الاسم العلمي: Desulfovibrio termitidis) هي نوع من البكتيريا، سلبية الغرام، تتبع جنس منتزعة الكبريت.